# サンコー (長野県)
株式会社サンコーは、長野県塩尻市に本社を置く金型を用いた機構部品の製造および機構ユニットの組み立てなどを行うメーカである。

## 沿革
- 1963年9月 - 長野県岡谷市に株式会社サンコー設立。
- 1984年5月 - 株式を店頭公開。
- 1988年5月 - 塩尻市に本社移転。
- 1999年12月 - 東京証券取引所2部上場。
- 2011年1月 - タイ王国アユタヤ県に THAI SANKO CO., LTD 設立。
- 2011年3月 - 岡谷工場、梓川工場統廃合。

## 営業拠点
- 本社（長野県塩尻市）
- 安城営業所（愛知県安城市）
- 営業本部（第三営業部）（福岡県久留米市）

## 生産拠点
- 本社工場（長野県塩尻市）
- 堀金工場（同県安曇野市）
- 三田工場（同上）
- 福岡耳納工場（福岡県久留米市）